# Boxted Cross
Boxted Cross – wieś w Anglii, w hrabstwie Essex. Leży 38 km na północny wschód od miasta Chelmsford i 87 km na północny wschód od Londynu. W 2015 miejscowość liczyła 686 mieszkańców.